# Фатьма Кара
Кара Фатьма (справжнє ім'я Фатьма Сехер Ерден; нар. 1888 — пом. 2 липня 1955) — турецька військовослужбовиця. Командирка загону ополченців під час Війни за незалежність Туреччини. Перша в Туреччині жінка в званні старшого лейтенанта. Нагороджена Медаллю незалежності. Авторка спогадів.

## Життєпис
Народилася в Ерзурумі. Одружилася з ветераном Балканських воєн, який незабаром загинув на Кавказькому фронті Першої світової війни. 
У 1919 році вирушила в Сівас, де проходив конгрес під керівництвом Мустафи Кемаля, і попросила прийняти її на військову службу. Отримавши згоду Кемаля, у капральському званні (onbaşı) очолила загін з 700 чоловіків і 43 жінок. Протягом служби двічі потрапляла в полон до греків, під час другого полону її допитував грецький генерал Ніколаос Трікупіс; незабаром після допиту змогла втекти. Боролася під Ізмітом, Бурсою і Ізміром; за одним із джерел, саме загін Фатьми Кара першим увійшов в Ізмір 19 вересня 1922 року. Отримала популярність захопленням у полон 25 грецьких солдатів, включаючи одного офіцера, командуючи при цьому патрульною групою, що складалася виключно з жінок. За це отримала звання лейтенанта.
Вийшла у відставку у званні старшого лейтенанта (üsteğmen), ставши першою в історії Туреччини жінкою, що отримала це звання. Належну їй за службу грошову допомогу передала до фонду Червоного Півмісяця. На війні втратила двох синів, що позначилося на її психічному здоров'ї. Станом на 1933 рік жила в бідності зі своїм онуком при колишньому російському монастирі в Стамбулі. У 1944 році опублікувала свої спогади. 
Померла (за однією з версій — від голоду) в 1955 році в стамбульському будинку для літніх людей, де провела останні роки життя.